# Châu Thành, Long An
Châu Thành là một huyện thuộc tỉnh Long An, Việt Nam.

## Địa lý
Huyện Châu Thành nằm ở phía nam tỉnh Long An, cách thành phố Tân An khoảng 12 km, cách trung tâm Thành phố Hồ Chí Minh khoảng 52 km theo tuyến Quốc lộ 1 và 42 km theo tuyến Quốc lộ 50, có vị trí địa lý:
- Phía đông giáp huyện Cần Đước và thành phố Gò Công, tỉnh Tiền Giang
- Phía tây giáp thành phố Tân An
- Phía nam giáp huyện Gò Công Tây và huyện Chợ Gạo thuộc tỉnh Tiền Giang
- Phía bắc giáp huyện Tân Trụ.

Theo thống kê năm 2019, huyện có diện tích 155,24 km², dân số là 109.812 người, mật độ dân số đạt 707 người/km².

### Dân số và nguồn nhân lực
Dân số trung bình huyện Châu Thành đến năm 2000 là 99.077 người, bằng 7,48% dân số toàn tỉnh, trong đó dân số đô thị là 6.345 người, chiếm 6,4% dân số huyện, mật độ dân số bình quân là 649 người/km² (tháng 4/1999). Trong đó, dân số phi nông nghiệp là 15.472 người chiếm 15,67% dân số huyện. Tỷ lệ sinh bình quân thời kỳ từ băn 1991 đến 2000 là 20,96%, tỷ lệ chết bình quân 5,35%, tốc độ tăng dân số bình quân 0,63%. Trong thời kỳ này có giảm cơ học do di dân Đồng Tháp Mười và lao động di chuyển lên Thành phố Hồ Chí Minh.
Lao động trong độ tuổi năm 2000 là 50.939 người, chiếm 51,41% dân số huyện. Trong đó lao động đô thị là 3.244 người, chiếm 6,39% lao động trong độ tuổi huyện. Lao động trong khu vực I là 36.991 người chiếm 71,58%, khu vực II là 1.769 người chiếm 3,47%, khu vực III là 1.208 người chiếm 2,37%, số còn lại chưa tham gia lao động.
Lao động qua đào tạo là 2.701 người, chiếm 5,3% lao động trong độ tuổi. Trong đó công nhân kỹ thuật và nhân viên nghiệp vụ qua đào tạo 695 người, chiếm 1,36%; trung học chuyên nghiệp có 1.115 người chiếm 2,19%; cao đẳng có 527 người chiếm 1,03%; đại học có 363 người chiếm 0,71%; trên đại học có một người chiếm 0,02%. Tổng lao động qua đào tạo là 2.701 người, chiếm 5,30%. Trong tương lai cần thiết đẩy nhanh hơn nữa tốc độ đào tạo lao động để lao động qua đào tạo đạt từ 12% - 15% lao động trong độ tuổi, chú ý đến hướng nghiệp vào các khu công nghiệp để đối tượng chưa tham gia lao động có cơ hội tham gia lao động.

### Khí hậu
Huyện Châu Thành nằm trong vùng nhiệt đới gió mùa, mỗi năm có 2 mùa rõ rệt. Mùa mưa từ tháng 5 đến tháng 11, lượng mưa bình quân từ 1.350 - 1.800 mm/ năm. Mùa khô từ tháng 12 đến tháng 4 năm sau, nhiệt độ trung bình của năm là 27 °C. Số giờ nắng vào khoảng 2.350 - 2.500 giờ/năm. Bình quân 6 - 7 giờ/ngày. Độ ẩm trung bình từ 87% - 89%. Tốc độ gió trung bình 2,8 m/s, lớn nhất 3,8 m/s.
Huyện Châu Thành nằm trong vùng Đồng bằng sông Cửu Long nên có ưu thế về nhiệt độ, tổng tích ôn gần 3.000 °C, ánh sáng trên 800 giờ nắng/năm, lại ít chịu ảnh hưởng của lũ lụt nên thuận lợi trong việc đa dạng hoá cây trồng, thâm canh tăng vụ.

### Thủy văn
Sông Vàm Cỏ (hợp lưu của sông Vàm Cỏ Đông và Vàm Cỏ Tây) chảy qua địa phận của xã Thuận Mỹ và Thanh Vĩnh Đông thuộc huyện Châu Thành trước khi chảy xuống Gò Công (Tiền Giang) để ra biển.
Các kênh Hòa Phú, rạch Bà Lý, kênh Chiến Lược, kênh 30/4, sông Vĩnh Công tiếp nhận nước ngọt từ hệ thống rạch Bảo Định và kênh Chợ Gạo, chất lượng nước khá tốt nhưng lưu lượng bị hạn chế.
Châu Thành cũng như các huyện phía nam của tỉnh ít chịu ảnh hưởng của mùa lũ, vào những tháng mưa tập trung (tháng 10, 11) gặp triều cường thì lũ lụt mới xảy ra, thời gian ngắn và mức độ ảnh hưởng không lớn, các xã ven sông như: Thanh Phú Long, Thuận Mỹ, Thanh Vĩnh Đông nền địa hình thấp (từ 0,5 - 0,8m, hệ Hòn Dấu) nằm trong vùng chịu ảnh hưởng của triều cường trong mùa lũ, các xã có nền địa hình cao như Hòa Phú, Vĩnh Công (từ 1,0 - 1,4 m, hệ Hòn Dấu) ít bị ảnh hưởng. Đặc điểm địa hình của huyện Châu Thành là dốc thoai thoải theo hướng Tây Bắc - Đông Nam, cao ở đầu nguồn nước ngọt và thấp ở cuối nguồn. Huyện Châu Thành đã có hệ thống đê bao nên đã ngăn được lũ. Ngập lũ cũng có tác dụng tích cực là đưa nhiều thủy sinh vật vào đồng ruộng, rửa mặn xổ phèn vào tạo phù sa cho đất. Vì vậy, dọc theo đê bao cần có cống điều tiết để kiểm soát mức ngập và thời gian ngập.
Nước mặn Biển Đông qua sông Soài Rạp - Vàm Cỏ dẫn sâu vào nội đồng theo 2 hướng chính là sông Vàm Cỏ Tây ở phía bắc và sông Tra ở phía nam. Do xu hướng mực nước biển dâng cao nên xâm nhập mặn cũng có xu hướng tăng nhanh về hàm lượng và thời gian nhiễm mặn. Do các huyện, thị xã phía bắc của vùng Đồng Tháp Mười như các huyện: Vĩnh Hưng, Mộc Hoá, Tân Thạnh, Thạnh Hoá và thị xã Kiến Tường, sử dụng nguồn nước ngọt ngày càng tăng nên độ nhiễm mặn có xu hướng ngày càng tăng.
Sông Vàm Cỏ Tây: nước sông bị xâm nhập mặn từ tháng 1 đến tháng 2, hàm lượng mặn 2g/l, từ tháng 3 đến tháng 5, hàm lượng mặn 4 g/l.
Sông Vàm Cỏ và sông Tra gần Biển hơn nên độ nhiễm mặn cũng cao hơn, khoảng 4g/l, thời gian nhiễm mặn kéo dài 6 - 7 tháng/năm.
Huyện Châu Thành đã có hệ thống cống ngăn mặn và điều tiết nước, cần tiếp tục nạo vét kênh, rạch dẫn nước ngọt, bố trí cơ cấu cây trồng, mùa vụ hợp lý để né mặn.

### Địa hình - địa chất
Các xã vùng Thượng có địa hình cao như: Long Trì, An Lục Long, Hiệp Thạnh, Vĩnh Công, Hòa Phú,... nền mặt ruộng cao từ 1,0 - 1,4m. Các xã vùng Hạ như: Thanh Vĩnh Đông, Thuận Mỹ, Phú Ngãi Trị, Phước Tân Hưng, Bình Quới,... nền mặt ruộng từ 0,5 - 0,8m, riêng xã Thuận Mỹ có gò cao nằm ở bến đò Thuận Mỹ - Cần Đước, đỉnh gò cao 2,2m.
Cao độ trung bình toàn huyện từ 0,8 - 1,2m, cao ở phía đầu nguồn nước ngọt, thấp cuối nguồn, thuận lợi cho công việc dẫn nước ngọt vào đồng ruộng nhưng thấp về cuối sông nên nước mặn cũng dễ xâm nhập.
Huyện Châu Thành có 4 nhóm đất:
- Đất phù sa: Diện tích 7.958 ha, chiếm tỷ lệ 53,4%, bao gồm đất phù sa sông Vàm Cỏ có tầng loang lỗ đỏ vàng (chiếm 21%, diện tích 1.650 ha) và đất phù sa sông Cửu Long có tầng loang lỗ đỏ vàng (chiếm 79%, diện tích 6.308 ha). Phân bố khá tập trung ở các xã: Hòa Phú, Vĩnh Công, Hiệp Thạnh, Dương Xuân Hội, Long Trì, An Lục Long và thị trấn Tầm Vu. Đất phù sa có độ pHH20 = 4,5 - 5,5, mùn tầng mặt từ khá đến giàu đạm tổng số từ 0,14 - 0,22, nhiều dinh dưỡng nên canh tác lúa được 2 - 3 vụ/năm.

- Đất mặn: Chiếm tỷ lệ 8,09%, diện tích 1.218 ha, bao gồm nhóm đất ít mặn 276 ha (chiếm 23%) và nhóm đất mặn 942 ha (chiếm 77%). Phân bố ở các xã ven sông như: Thuận Mỹ, Thanh Vĩnh Đông, một phần Thanh Vĩnh Long và rãi rác ngoài đê của các xã Bình Qưới, Phú Ngãi Trị. Đất mặn thích hợp với nuôi trồng thủy sản hơn là canh tác lúa.

- Đất phèn: Chiếm tỷ lệ 9,16%, diện tích 1.378 ha. Phân bố ở các xã ven sông Vàm Cỏ và Vàm Cỏ Tây, xa nguồn nước ngọt nên trồng trọt gặp nhiều khó khăn, muốn canh tác lúa 2 - 3 vụ cần có hệ thống thủy nông hoàn chỉnh, tháu chua rửa phèn, kết hợp với việc sử dụng giống, phân bón, bố trí mùa vụ hợp lý và kỹ thuật canh tác tốt.

- Đất líp (đất xáo trộn): Chiếm tỷ lệ 24,92%, diện tích 3.751,4 ha. Phân bố hầu như khắp các xã. Đất líp hiện dùng làm đất ở, xây dựng cơ bản, trồng cây lâu năm, cây ăn quả, chủ yếu là cây thanh long, dừa, mãng cầu.

## Hành chính
Huyện Châu Thành có 13 đơn vị hành chính cấp xã trực thuộc, bao gồm thị trấn Tầm Vu (huyện lỵ) và 12 xã: An Lục Long, Bình Quới, Dương Xuân Hội, Hiệp Thạnh, Hoà Phú, Long Trì, Phú Ngãi Trị, Phước Tân Hưng, Thanh Phú Long, Thanh Vĩnh Đông, Thuận Mỹ, Vĩnh Công.
| Tên            | Diện tích (km²) | Dân số2014 (người) |
| -------------- | --------------- | ------------------ |
| Thị trấn (1)   |                 |                    |
| Tầm Vu         | 3,44            | 8.500              |
| Xã (12)        |                 |                    |
| An Lục Long    | 17,38           | 15.222             |
| Bình Quới      | 7,08            | 6.861              |
| Dương Xuân Hội | 6,73            | 5.353              |
| Hiệp Thạnh     | 12,98           | 8.728              |

| Tên             | Diện tích (km²) | Dân số2014 (người) |
| --------------- | --------------- | ------------------ |
| Hoà Phú         | 9,18            | 6.481              |
| Long Trì        | 9,64            | 8.164              |
| Phú Ngãi Trị    | 13,27           | 7.262              |
| Phước Tân Hưng  | 13,75           | 7.229              |
| Thanh Phú Long  | 19,98           | 14.601             |
| Thanh Vĩnh Đông | 11,37           | 7.940              |
| Thuận Mỹ        | 21,96           | 13.781             |
| Vĩnh Công       | 8,44            | 6.740              |

## Lịch sử

### Vài nét về địa danh Châu Thành
Trong văn học dân gian ở Nam Bộ có khá nhiều câu sử dụng từ "châu thành", mặc dù trong văn bản được viết hoa, nhưng "châu thành" ở đây được dùng như là một danh từ chung, chỉ nơi phố xá đông đúc, văn minh. Từ "châu thành" vốn là một từ Hán-Việt, được sử dụng khá phổ biến ở Nam Bộ. Khái niệm "châu thành" có thể hiểu là: 
- Phố phường, thành thị, nơi dân cư đông đúc
- Khu vực chính một xứ hay một tỉnh
- Vùng đất bao quanh, ở cạnh thành phố, thị xã, đơn vị hành chính cấp huyện.

Sau khi chiếm nốt 3 tỉnh miền Tây Nam Kỳ, ngày 5 tháng 6 năm 1867, thực dân Pháp ra nghị định chia 6 tỉnh Nam Kỳ ra 24 hạt tham biện (arondissemnent). Viên cai trị hạt là tham biện (inspecteur, sau đổi là administrateur). Lỵ sở của hạt gọi là "châu thành", có chức năng như một "trung tâm hành chính" của hạt. Bắt đầu từ năm 1912, địa danh Châu Thành chính thức được đặt tên cho nhiều đơn vị hành chính cấp quận ở các tỉnh Nam Kỳ.
Ban đầu, "châu thành" chỉ các trung tâm hành chính, nơi có chợ búa, các cơ quan của hạt tham biện trú đóng. Sau khi thành lập các thị xã với chức năng "tỉnh lỵ", nó chiếm một phần diện tích của "châu thành", phần diện tích còn lại vẫn giữ tên cũ là quận Châu Thành và sau này là huyện Châu Thành. Hiện nay các thị xã tỉnh lỵ đó đều đã được nâng cấp trở thành các thành phố trực thuộc tỉnh.
Huyện Châu Thành thuộc tỉnh Long An ngày nay chính là quận Châu Thành thuộc tỉnh Tân An thời Pháp thuộc, đồng thời cũng là quận Bình Phước thuộc tỉnh Long An cũ thời VNCH. Địa bàn thành phố Tân An ngày nay khi đó vẫn nằm trong quận Châu Thành.

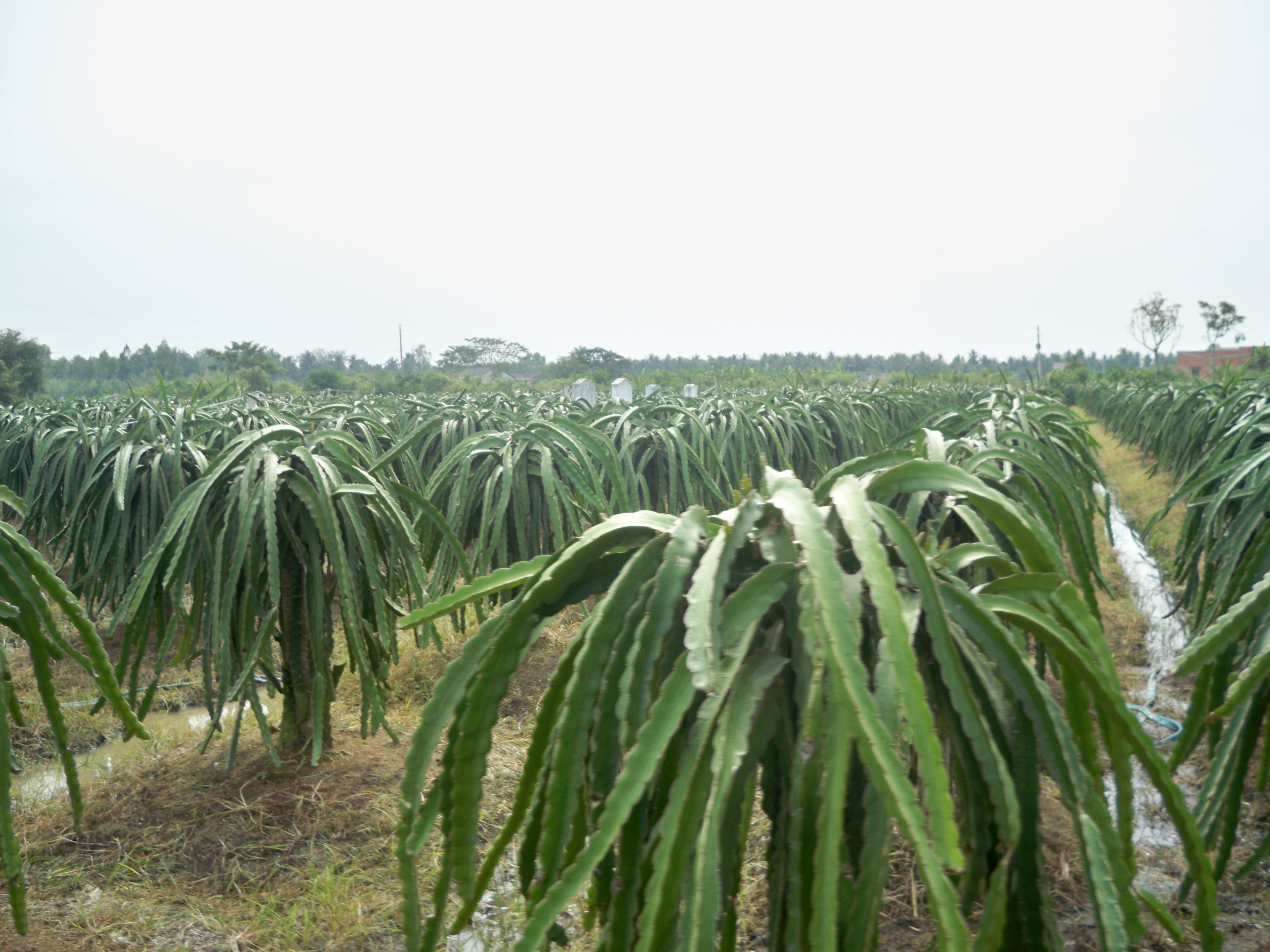
Thanh long là cây trồng chính của huyện Châu Thành

Dưới thời chúa Sãi Nguyễn Phúc Nguyên (1613-1635) khi nhà Nguyễn kéo vào lập đồn binh ở Sài Gòn (tức thành phố Hồ Chí Minh ngày nay), năm 1923 huyện Châu Thành ngày nay thuộc phủ Gia Định còn rất hoang vu, Khi Nguyễn Hữu Cảnh lập Gia Định phủ và đưa dân từ các phủ Ngũ Quảng (Quảng Bình, Quảng Trị, Quảng Nam, Quảng Ngãi, Quảng Tín) vào Nam khai hoang, người Việt đi khai hoang lập ấp ở đan xen với các tộc người địa phương thuộc ngữ hệ Khơ-me và Mã-lai. Từ năm 1699 trở đi huyện Châu Thành chính thức thuộc Vũng Gù (thành phố Tân An ngày nay) nằm trong huyện Tân Bình, dinh Phiên Trấn, phủ Gia Định.
Năm 1705, Nguyễn Cửu Vân lập đồn điền ở Vũng Gù vào đào kênh thông từ Vàm Cỏ Tây sang Mỹ Tho (gọi là sông Bảo Định ngày nay).
Năm 1802, Gia Long đổi phủ Gia Định thành trấn Gia Định, huyện Châu Thành ngày nay thuộc Vũng Gù, huyện Tân Bình, trấn Phiên An, phủ Bình Thuận
Năm 1832, huyện Châu Thành thuộc phủ Tân An, phủ lỵ đóng tại chợ Cai Tài, huyện lỵ Tân Thạnh đóng tại thôn Kỳ Sơn, làng Kỳ Xuyên (nay thuộc xã Bình Quới).
Năm 1868, phủ lỵ dời về Vũng Gù (thành phố Tân An ngày nay) và huyện Châu Thành trở thành huyện Tân Thạnh với 2 tổng: Tổng Thanh Mục Thượng và Tổng Thạnh Hội Hạ.
Theo Nghị định ngày 29/11/1923 (do ông Lacognaco-người Pháp ký) đã thành lập một số làng ở huyện Châu Thành gồm:
- Làng Hoà Điều, làng Đa Phú (xã Hoà Phú ngày nay).
- Làng Bình Công Tây, làng Vĩnh Bình (xã Vĩnh Công ngày nay).
- Làng Bình Hạp, làng Gia Thạnh (xã Hiệp Thạnh ngày nay).
- Làng Dương Xuân, xóm Gia Hội (thôn Hội Hưng), (xã Dương Xuân Hội ngày nay).
- Làng Tân Lục, làng An Tập, làng Tân Long (xã An Lục Long ngày nay).
- Làng Thuận Lễ, làng Chí Mỹ (xã Thuận Mỹ ngày nay).
- Làng Vĩnh Thới, làng Xuân Đông (xã Thanh Vĩnh Đông ngày nay).
- Làng Bình Phước, làng Tân Bình, xóm Đồng Hưng (xã Phước Tân Hưng ngày nay).
- Làng Ngãi Phú, làng Bình Trị (xã Phú Ngãi Trị ngày nay).
- Làng Kỳ Xuyên, làng Bình Quới (xã Bình Quới ngày nay).
- Làng Long Trì (xã Long Trì ngày nay).

Đến năm 1956, chính quyền Sài Gòn sáp nhập 2 tỉnh Tân An và Chợ Lớn thành tỉnh Long An, sau đó đổi tên huyện Châu Thành thành quận Bình Phước, nhưng thời ấy Mặt trận dân tộc giải phóng Miền Nam vẫn giữ nguyên tên gọi huyện Châu Thành, lúc đó huyện có 17 xã gồm: Thanh Vĩnh Đông, Thuận Mỹ, Thanh Phú Long, An Lục Long, Dương Xuân Hội, Long Trì, Hiệp Thạnh, Vĩnh Công, Hoà Phú, Bình Quới, Bình Lập, Bình Tâm, An Vĩnh Ngãi, Lợi Bình Nhơn, Phước Tân Hưng, Phú Ngãi Trị, Khánh Hậu.
Sau ngày giải phóng hoàn toàn miền Nam 1975, tỉnh quyết định tách 2 xã Lợi Bình Nhơn và Khánh Hậu về huyện Thủ Thừa.
Năm 1976, thị xã Tân An được thành lập trên cơ sở tách toàn bộ diện tích và dân số của xã Bình Lập (ngày nay là các phường: 1, 2, 3, 4 và 1 phần phường 7, tp Tân An)
Quyết định 54-CP ngày 11 tháng 3 năm 1977 của Hội đồng Chính phủ sáp nhập huyện Châu Thành với huyện Tân Trụ thành huyện Tân Châu.
Quyết định 298/CP ngày 19 tháng 9 năm 1980 của Hội đồng Chính phủ đổi tên huyện Tân Châu thành huyện Vàm Cỏ.
Ngày 14 tháng 1 năm 1983, chuyển 2 xã: An Vĩnh Ngãi và Bình Tâm về thị xã Tân An quản lý.
Quyết định 36/HĐBT ngày 4 tháng 4 năm 1989 của Hội đồng Bộ trưởng chia lại huyện Vàm Cỏ thành 2 huyện cũ: Tân Trụ và Châu Thành. Huyện Châu Thành có 12 xã: An Lục Long, Bình Quới, Dương Xuân Hội, Hiệp Thạnh, Hoà Phú, Long Trì, Phú Ngãi Trị, Phước Tân Hưng, Thanh Phú Long, Thanh Vĩnh Đông, Thuận Mỹ, Vĩnh Công.
Quyết định số 549-HĐBT của Hội đồng Bộ trưởng ngày 31 tháng 8 năm 1992 chia xã Dương Xuân Hội thành 2 đơn vị hành chính: xã Dương Xuân Hội và thị trấn Tầm Vu.
Huyện Châu Thành có 1 thị trấn và 12 xã như hiện nay.

## Kinh tế - xã hội
Với đặc điểm về địa hình, tài nguyên nước và hiện trạng phát triển kinh tế xã hội có thể phác họa ra 3 tiểu vùng với những nét đặc trưng có khác nhau:
- Tiểu vùng I: Phạm vi thuộc các xã: Bình Quới, Hòa Phú, Vĩnh Công, Hiệp Thạnh, Phú Ngãi Trị, Phước Tân Hưng. Diện tích 6.414,9 ha, chiếm tỷ lệ 42,62% tổng diện tích, đất phù sa sông Vàm Cỏ, sông Cửu Long và đất phèn tiềm tàng sâu ở địa hình thấp ven sông Vàm Cỏ Tây và rạch Tầm Vu.

- Tiểu vùng II: Phạm vi thuộc các xã: Long Trì, Dương Xuân Hội, An Lục Long, một phần Thanh Phú Long và thị trấn Tầm Vu. Diện tích 4.449,2 ha, chiếm tỷ lệ 29,55% tổng diện tích, toàn bộ là đất phù sa sông Cửu Long, địa hình cao, bằng phẳng, đã được ngọt hóa từ hệ thống rạch Bà Lý 1, rạch Ông Đăng, kênh Chiến Lược, kênh Cầu Đôi, kênh 30/4...., hầu hết diện tích không nhiễm mặn. Hiện trạng phần lớn diện tích đất trồng lúa 3 vụ: Đông - Xuân, Hè - Thu và Thu - Đông, một ít diện tích trồng lúa 1 vụ. Có nhiều vườn cây ăn quả các loại và cây Thanh long. Người dân có kinh nghiệm trồng lúa cao sản. Có một số cơ sở chế biến, CNTTCN bước đầu phát triển. Hệ thống tuyến giao thông nền hạ khá tốt. Chăn nuôi phát triển, nhất là chăn nuôi bò thịt.

- Tiểu vùng III: Phạm vi thuộc các xã: Thuận Mỹ, Thanh Vĩnh Đông và một phần xã Thanh Phú Long. Diện tích 4.191,9 ha, chiếm tỷ lệ 27,83% tổng diện tích, đất kém màu, địa hình thấp, thường bị ngập úng và xâm nhập mặn. Hiện trạng phần lớn diện tích đất trồng lúa 2 vụ: Hè Thu và Thu - Đông, một ít diện tích trồng 1 vụ. Có một ít vườn Mãng Cầu, Dứa. Thích hợp nuôi tôm, cá nên vuông nuôi tôm, ao nuôi cá bước đầu phát triển. Hệ thống tuyến giao thông thấp kém.

Hiện trạng, phần lớn diện tích đất trồng lúa 3 vụ: Đông - Xuân, Hè - Thu và Thu - Đông, một ít diện tích trồng lúa 1 vụ. Có nhiều vườn cây ăn quả các loại. Đang được ngọt hóa, từng bước ngăn mặn hoàn toàn. Có một số cơ sở chế biến, CNTTCN bước đầu phát triển. Hệ thống tuyến giao thông nền hạ khá tốt. Chăn nuôi phát triển, nhất là gà công công nghiệp.

### Thương mại
Huyện bao gồm các chợ: Hoà Phú, Kỳ Son, Vĩnh Công, Năm Bắc, Tầm Vu, Cầu Đồn, Cầu Vuông, Thanh Phú Long, Thuận Mỹ.

### Trường học
Trường Mầm non/Mẫu giáo
1. Mầm non Bình Quới
2. Mầm non Thị trấn Tầm Vu
3. Mẫu giáo Hồ Văn Ngà (Hoà Phú)
4. Mẫu giáo Phú Ngãi Trị
5. Mẫu giáo Vĩnh Công
6. Mẫu giáo Hiệp Thạnh
7. Mẫu giáo Long Trì
8. Mẫu giáo Dương Xuân Hội
9. Mẫu giáo An Lục Long
10. Mẫu giáo Phước Tân Hưng
11. Mẫu giáo Thanh Phú Long
12. Mẫu giáo Thuận Mỹ
13. Mẫu giáo Thanh Vĩnh Đông

Trường Tiểu học (TH)
1. TH Đặng Thành Công (Hoà Phú)
2. TH Trần Văn Ngạn (Phú Ngãi Trị)
3. TH Vĩnh Công
4. TH Nguyễn Văn Thăng (Bình Quới)
5. TH Hiệp Thạnh
6. TH Long Trì
7. TH Dương Xuân Hội
8. TH Tầm Vu
9. TH An Lục Long
10. TH Lê Văn Khuê (Phước Tân Hưng)
11. TH Thanh Phú Long
12. TH Thuận Mỹ
13. TH Thanh Vĩnh Đông

Trường Trung học cơ sở (THCS)
1. THCS Vĩnh Công
2. THCS Nguyễn Văn Thăng (Bình Quới)
3. THCS Long Trì
4. THCS Tầm Vu
5. THCS An Lục Long
6. THCS Thanh Phú Long
7. THCS Thuận Mỹ
8. THCS Thanh Vĩnh Đông

Trường Trung học phổ thông (THPT)
1. THPT Nguyễn Thông (Tầm Vu)
2. THPT Phan Văn Đạt (Thuận Mỹ)

### Văn hoá - Xã hội
- Công viên Thị trấn Tầm Vu
- Quảng trường huyện
- Nhà Truyền thống
- Nhà thiếu nhi
- Nhà ghi ơn bà mẹ VN anh hùng
- Đình Tân Xuân

## Văn hóa

### Đặc sản
Kinh tế chính của huyện Châu Thành nông nghiệp. Một ít cư dân sống bằng nghề chài lưới và chăn nuôi vịt thả đồng. Châu Thành là nơi sản xuất nhiều giống lúa đặc sản như: Tài nguyên, Nàng Thơm, nếp ngắn ngày, v.v... với năng suất cao, khoảng 7-8 tấn/ha. Một số đặc sản khác của huyện Châu Thành là dưa hấu ở xã Long Trì và thanh long. Thanh long Châu Thành trái không to như thanh long Phan Thiết, nhưng có vị ngọt hơn và đậm đà hơn.

### Lễ hội
Hàng năm Châu Thành có làm Lễ hội làm chay hay còn gọi là lễ hội rước Ông Tiêu diễn ra vào ngày 16 tháng Giêng âm lịch. Tục truyền xưa kia dân làng Hiệp Thạnh và Dương Xuân Hội thường hay bị thiên tai, mất mùa. Các bô lão ở thị trấn Tầm Vu đã làm những bài vị cúng những vị thần làng để cầu an. Trong lễ hội này, người Tầm Vu dựng một Ông Tiêu cao to trên ngôi đình và làm thuyền rồng dưới sông. Một số trò chơi dân gian diễn ra vào dịp này như đập nồi, kéo co, lội bắt vịt trên sông. Những trò chơi này tăng thêm niềm vui cho ngày lễ hội.

## Giao thông
Huyện Châu Thành có giao thông thủy, giao thông bộ nên thuận lợi trong việc tiêu thụ nông sản phẩm, tiếp thu khoa học công nghệ để sớm phát triển nền nông nghiệp kỹ thuật cao, phát triển công nghiệp chế biến, phát triển thương mại - dịch vụ và đầu mối thu mua hàng nông sản. Đường tỉnh 827, Đường tỉnh 840 (Đường Cần Đước - Chợ Gạo), QL50B (Trục Động lực sẽ là trục giao thông đối ngoại chính của Huyện nối liền các vùng kinh tế với nhau.

### Các tuyến đường chính của huyện
Quốc lộ (QL)
- Đường Động lực TP. HCM - Long An - Tiền Giang (QL.50B)

Đường tỉnh (ĐT)
- ĐT.827A
- ĐT.827B
- ĐT.827C
- ĐT.832 nối dài
- Đường Cần Đước - Chợ Gạo (Đường tỉnh 840)
- Đường tránh thị trấn Tầm Vu
- Đường tránh ĐT.827A

Đường huyện (ĐH)
- Đường Nguyễn Thông (ĐH.27)
- Đường Tham Nhiên - Cầu Đôi

Đường trục xã
- Đường Lộ Dừa
- Đường 30-4
- Đường Chiến Lược
- Đường An Thạnh
- Đương An Khương Thới
- Đường liên ấp 2 - ấp 5
- Đường cặp kênh T1
- Đường cặp kênh T2

Đường khác
- Đường Vành đai thị trấn Tầm Vu
- Đường vào mộ ông Trần Văn Giàu
- Đường Dương Thị Hoa
- Đường Cao Văn Lầu
- Đường Phan Văn Đạt
- Đường vào UBND xã Thuận Mỹ
- Đường Vĩnh Xuân
- Đường Hồi Xuân
- Đường Phú Thạnh
- Đường cầu Ông Cưỡng
- Đường cầu Lò Muố

## Danh nhân
Châu Thành là quê hương của nghệ sĩ Cao Văn Lầu (Sáu Lầu), người đã sáng tác bài Dạ Cổ Hoài Lang, tiền thân của bản vọng cổ. Nghệ sĩ Cao Văn Lầu sinh năm 1892, tại làng Thuận Lễ, tổng Cửu Cư Hạ, nay là xã Thuận Mỹ, huyện Châu Thành, tỉnh Long An. Ông mất ngày 13/08/1976 (âm lịch) tại thị xã Bạc Liêu.
Ngoài ra Châu Thành cũng là quê hương của giáo sư Trần Văn Giàu, của cụ Nguyễn Thông.
Châu Thành cũng là quê hương của cựu Thủ tướng Việt Nam Cộng hòa Trần Thiện Khiêm.
Hiện giờ Châu thành cũng là quê hương của cầu thủ Phan Văn Tài Em mà khán giả hâm mộ bóng đá Việt Nam đều biết đến.